# 杜布罗夫卡农村居民点 (沃洛格达州)
杜布罗夫卡农村居民点（俄语：Сельское поселение Дубровское）是俄罗斯联邦沃洛格达州巴巴耶沃区所属的一个农村居民点。其下辖有16个居民点，行政中心为杜布罗夫卡。据2015年统计，该农村居民点的人口为385人。